# Stor-Gransjön, Jämtland
Stor-Gransjön är en sjö i Bräcke kommun i Jämtland och ingår i Ljungans huvudavrinningsområde. Sjön har en area på 0,126 kvadratkilometer och ligger 429 meter över havet.

## Delavrinningsområde
Stor-Gransjön ingår i det delavrinningsområde (694815-148654) som SMHI kallar för Inloppet i Dysjön. Medelhöjden är 408 meter över havet och ytan är 14,14 kvadratkilometer. Räknas de 4 avrinningsområdena uppströms in blir den ackumulerade arean 45,58 kvadratkilometer. Dysjöån som avvattnar avrinningsområdet har biflödesordning 2, vilket innebär att vattnet flödar genom totalt 2 vattendrag innan det når havet efter 130 kilometer. Avrinningsområdet består mestadels av skog (92 procent). Avrinningsområdet har 0,13 kvadratkilometer vattenytor vilket ger det en sjöprocent på 0,9 procent.